# Маріе Кондо
Маріе Кондо (англ. Marie Kondo, яп. 近藤 麻理恵, 4 жовтня 1984, м. Токіо, Японія) — всесвітньовідомий фахівець з упорядкування побуту, консультантка та письменниця.

## Історія зростання
Інтерес до порядку в побуті М. Кондо проявила доволі рано. Вже з п'ятилітнього віку вона цікавилася спеціальними журналами що стосувалися питань облаштування побуту, порядку та оформлення житла. Її цікавило усе, починаючи від способів виведення плям на одязі і аж до організації простору в шухлядах на кухні, в шафах і в своїй кімнаті загалом. У шкільні роки потяг до впорядкування побуту почав виявлятися дедалі сильніше. У той час, коли однокласники грали активні ігри, мала Маріе залюбки наводила порядок у класі, розставляла на місця розкидані книжки.
Пізніше Маріе певний час працювала служницею в синтоїстському храмі. Уже навчаючись в Токійському жіночому християнському університеті вона організовує свою консалтингову фірму. На той час їй виповнюється лише 19 років.
З часом її потяг до порядку в облаштуванні побуту почав набирати професійних ознак. Накопичуючи чужий та формуючи власний досвід організації простору, М.Кондо розробила систему правил та принципів організації життєвого простору людини. Своє цілісне уявлення про ці проблеми М.Кондо виклала у славнозвісній книзі «Магічне прибирання. Японське мистецтво наведення порядку в домі та житті» (англ. The Life-Changing Magic of Tidying Up: The Japanese Art of Decluttering and Organizing). Все це сукупно і отримала вже усталену назву методу наведення порядку «KonMari». Усі книги М.Кондо видавалися багатомільйонними тиражами і перекладені на багато мов (англійська, німецька, французька, китайська, російська, іспанська, корейська, українська). Зокрема, книга «Магічне прибирання. Японське мистецтво наведення порядку в домі та житті» була опублікована у більш, ніж 30 країнах світу і стала бестселером в Японії та Європі. У 2014 році книга була видана і в США.

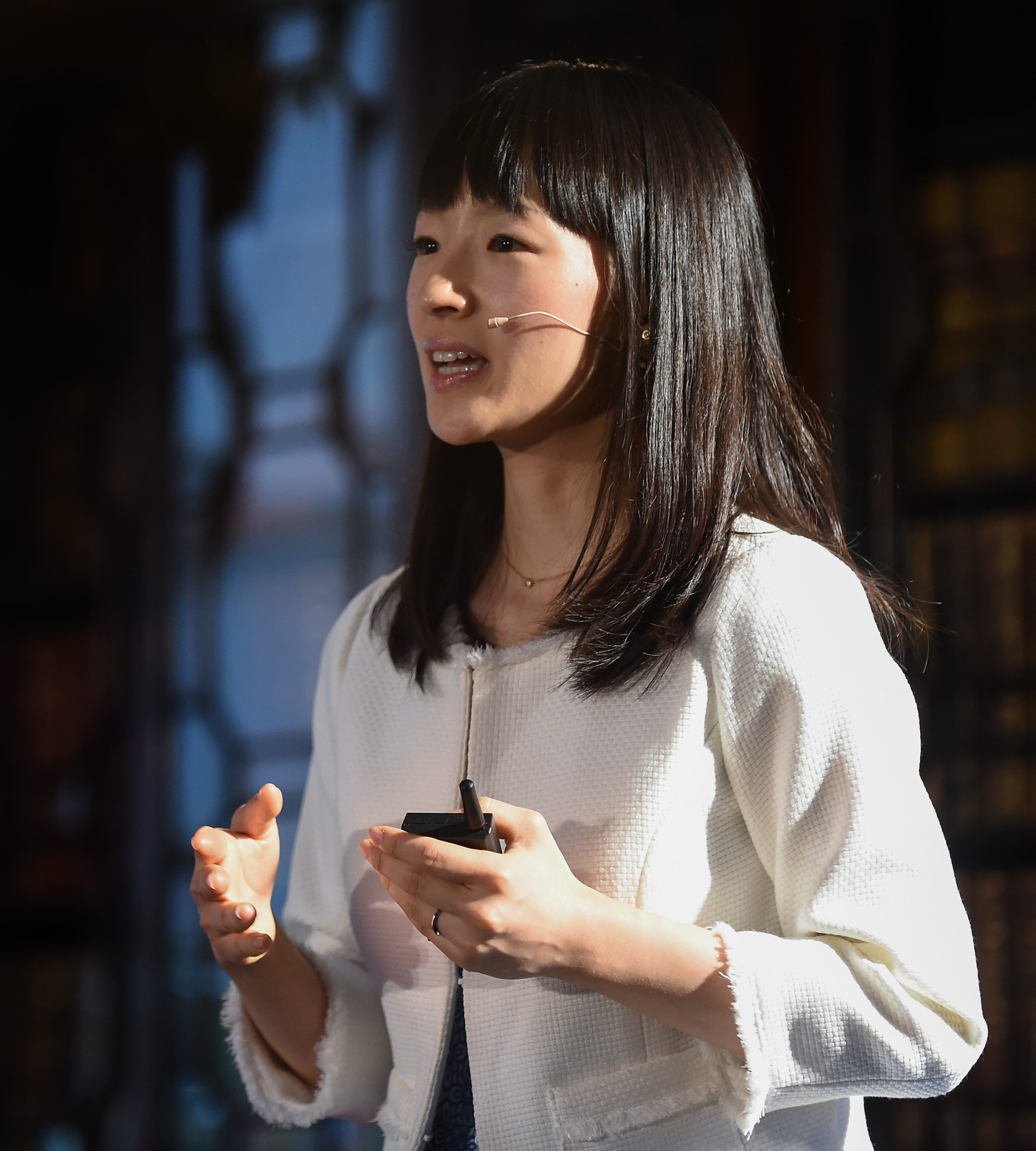
Маріе Кондо (2015)

У 2015 році М. Кондо увійшла в ТОП-100 найбільш впливових людей у світі за версією журналу Time. При цьому в тому ж рейтингу, крім М.Кондо виявився лише ще один японець і це був Муракамі Харукі. Після публікації і визнання світовою спільнотою книг М. Кондо почали регулярно запрошувати на різноманітні ток-шоу на японському телебаченні. Популярність набула світового рівня.

## Метод наведення порядку «KonMari»
Філософія методу М.Кондо полягає в тому, що процес прибирання і впорядкування житла та побуту не розглядається як вимушена і неприємна повсякденна повинність. Автор вважає, що прибирання має для людини своєрідний лікувальний ефект — впорядковує думки і заспокоює. Речі сильно впливають на наше життя. Вони — живі. Кожна річ має мати своє визначене місце. Піклуючись про речі, ми заряджаємо їх позитивною енергією, яка потім повертається до нас.
На думку Марі, якщо ви позбудетеся від непотрібних зайвих речей, у вас звільниться безліч місця для зберігання інших улюблених і постійно використовуваних предметів побутового ужитку.

### 7 постулатів методу «KonMari»
1. Прибирайте за категоріями. Зберіть речі одного типу (функціонального призначення) з усього будинку і складіть їх разом. Кондо пропонує починати з одягу, потім зайнятися книгами, документами і далі за списком.
2. Найголовніше — позбудьтеся непотребу. Для цього беріть кожну річ в руки і при цьому запитуйте себе, чи викликає вона у вас відчуття радості. Якщо ні — сміливо викидайте.
3. Прибирання — це діалог з речами. Японці завжди з повагою ставилися до неживих предметів. Маріе пропонує, перед тим як викинути непотрібну річ, подякувати їй за відмінну службу.
4. Забудьте про системи зберігання. Неочевидне одкровення: пристрої для зберігання — різновид непотребу. Щоб не збільшувати його кількість, не треба купляти такі речі.
5. Скручуйте речі трубочкою. Всі речі, які необов'язково розвішувати, Кондо рекомендує згорнути у вигляді суші і вертикально поставити в ящики — як рушники в тумбочці під раковиною з каталогу IKEA. Це забезпечить вам максимально повний огляд і ви легко зможете вийняти річ, не перекидаючи при цьому інші речі.
6. Розвішуйте речі в напрямку від темного і теплого до світлого і легкого. Той одяг, що краще виглядає на вішалці, скручувати не треба. До нього необхідно застосувати інші правила: схожі речі повинні висіти поруч. Маріе вірить, що одяг, як і люди, краще відпочиває в компанії рідних речей. Розвішувати взагалі рекомендується зліва направо, починаючи з темних теплих речей і закінчуючи легким і світлими.
7. Позбудьтеся паперів. Старі журнали, навчальні матеріали з тренінгів, невикористані блокноти і незліченні, але абсолютно непотрібні стікери неминуче захаращують ваш інтер'єр. Покладіть цьому край, замінивши їх зручними блокнотами в гаджетах — і природі допоможете, і порядок підтримайте.

## Особисте життя
В 2012 році М.Кондо виходить заміж за Такумі Кавахару. На час їхніх зустрічей Кавахара працював у відділі продажів і маркетингу в корпорації, що знаходиться в м. Осака. Проте, коли кар'єра дружини пішла стрімко вгору, чоловік залишив свою роботу і став її менеджером, а пізніше — генеральним директором «Konmari Media, LLC». Пара має двоє дітей.

Після одруження вона жила в Токіо, а пізніше переїхала до Сан-Франциско. Станом на початок 2019 року уся сім'я живе у Лос-Анджелесі, штат Каліфорнія.

## Цікавий факт
Неймовірна популярність як самої Маріе Кондо, так і її книг привели до того, що в англомовному лексиконі виникло і закріпилося нове дієслово, що етимологічно походить від її прізвища (англ. kondo) і означає прибирання в шафі.